# Yandanooka
Yandanooka is een plaats in de regio Mid West in West-Australië. 

## Geschiedenis
De eerste Europese ontdekkingsreizigers die de streek bezochten waren Augustus Charles en Francis Thomas Gregory in 1846. Ze ontdekten daarbij twee kolenaders in de omgeving van de rivier Irwin en gebieden die geschikt waren voor landbouw.
Thomas Whitfield was de eerste Europeaan die zich in de jaren 1850 in de streek vestigde. In 1895 opende de 'Midland Railway' met een nevenspoor ('siding') dat Yandanooka werd genoemd. Het nevenspoor werd 4 kilometer naar het zuiden verlegd in 1902. De overheid besloot dat het een geschikte plaats was om een dorp te stichten en een jaar later werd daarvoor grond voorzien. In 1913 werden er kavels opgemeten en in 1919 werd het dorp officieel gesticht. Yandanooka is vernoemd naar een nabijgelegen waterbron. De naam is Aborigines van oorsprong en betekende vermoedelijk "veel heuvelachtig gebied in zicht" of "water in de heuvels".
In 1920 opende de eerste winkel van het dorp. Tussen 1920 en 1922 vestigden zich een vijftigtal terugkerende soldaten in de omgeving. Zij bouwden een gemeenschapszaal, de 'Yandanooka Hall'. De zaal werd ook gebruikt als kerk en klaslokaal. In 1934/35 opende een staatsschool in een nieuw schoolgebouw de deuren. Een jaar later werd een graansilo van de CBH Group aan het nevenspoor geïnstalleerd. Na de Tweede Wereldoorlog werd er een CWA opgericht. De activiteiten van de CWA vonden plaats in de gemeenschapszaal die werd uitgebreid.
De graansilo werd in 1973 uit gebruik genomen. Vijf jaar later sloot de school de deuren en werd het schoolgebouw verhuisd naar Eneabba. Een jaar later, in 1979, sloot de laatste winkel van het dorp de deuren.

## Beschrijving
Yandanooka maakt deel uit van het lokale bestuursgebied (LGA) Shire of Mingenew, waarvan Mingenew de hoofdplaats is.
In de dorpskern staan enkel nog de gemeenschapszaal en een voormalige winkel die een private residentie is.
Aan de 'Yandanooka Hall' mogen mobilhomes 72 uur gestationeerd worden. Er zijn geen sanitaire voorzieningen. In de vroege lente kan men in de omgeving wilde bloemen bekijken.
In 2021 telde de omgeving van Yandanooka 30 inwoners, tegenover 192 in 2006.

## Ligging
Yandanooka ligt langs de Midlands Road, onderdeel van State Route 116, die de Brand Highway met de Great Northern Highway verbindt.
Het dorp ligt 350 kilometer ten noorden van de West-Australische hoofdstad Perth, 135 kilometer ten zuidoosten van Geraldton en 25 kilometer ten zuidoosten van Mingenew.
De spoorweg die langs Yandanooka loopt maakt deel uit van het goederenspoorwegnetwerk van Arc Infrastructure.

## Galerij

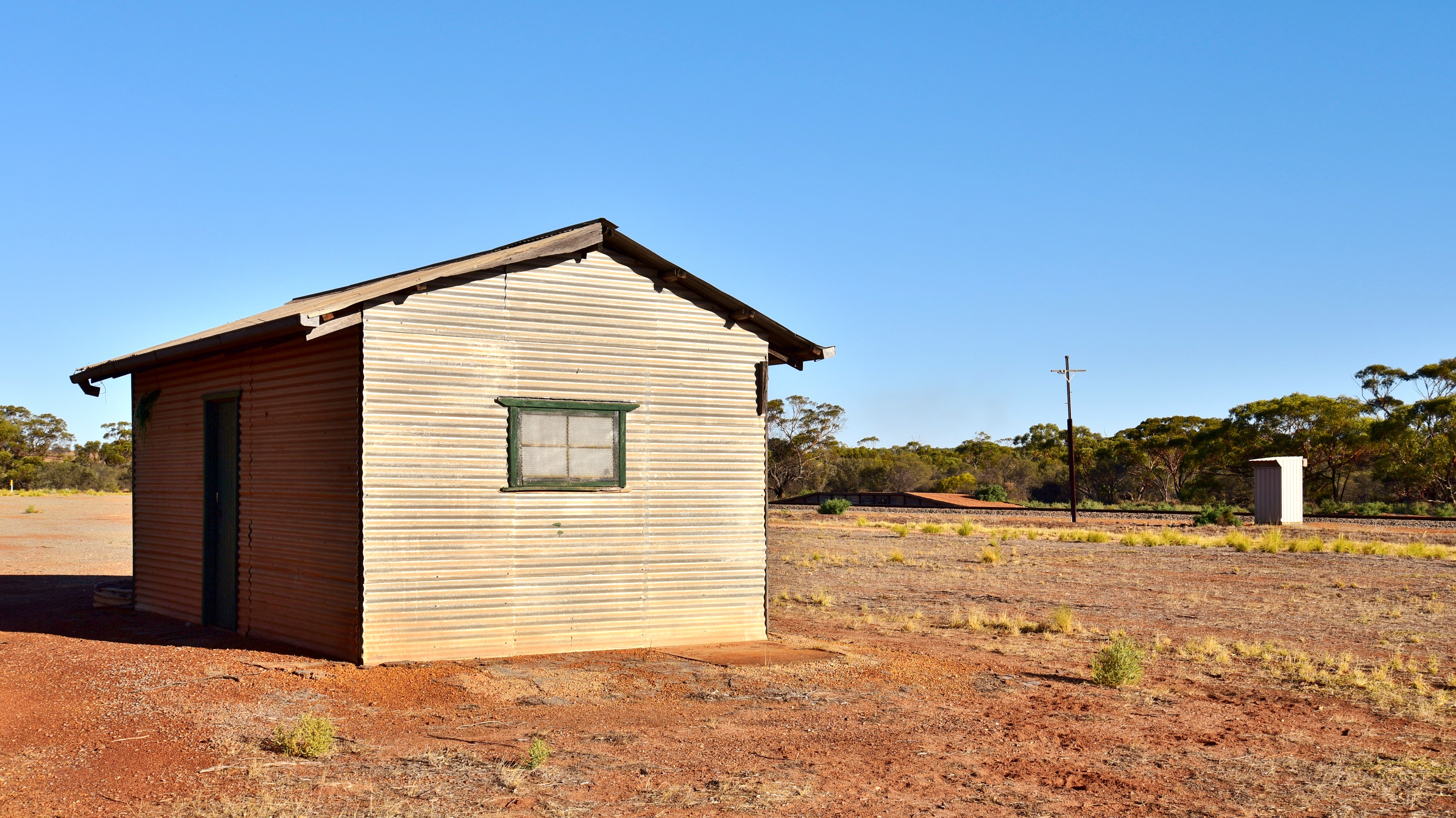
voormalig spoorwegstation
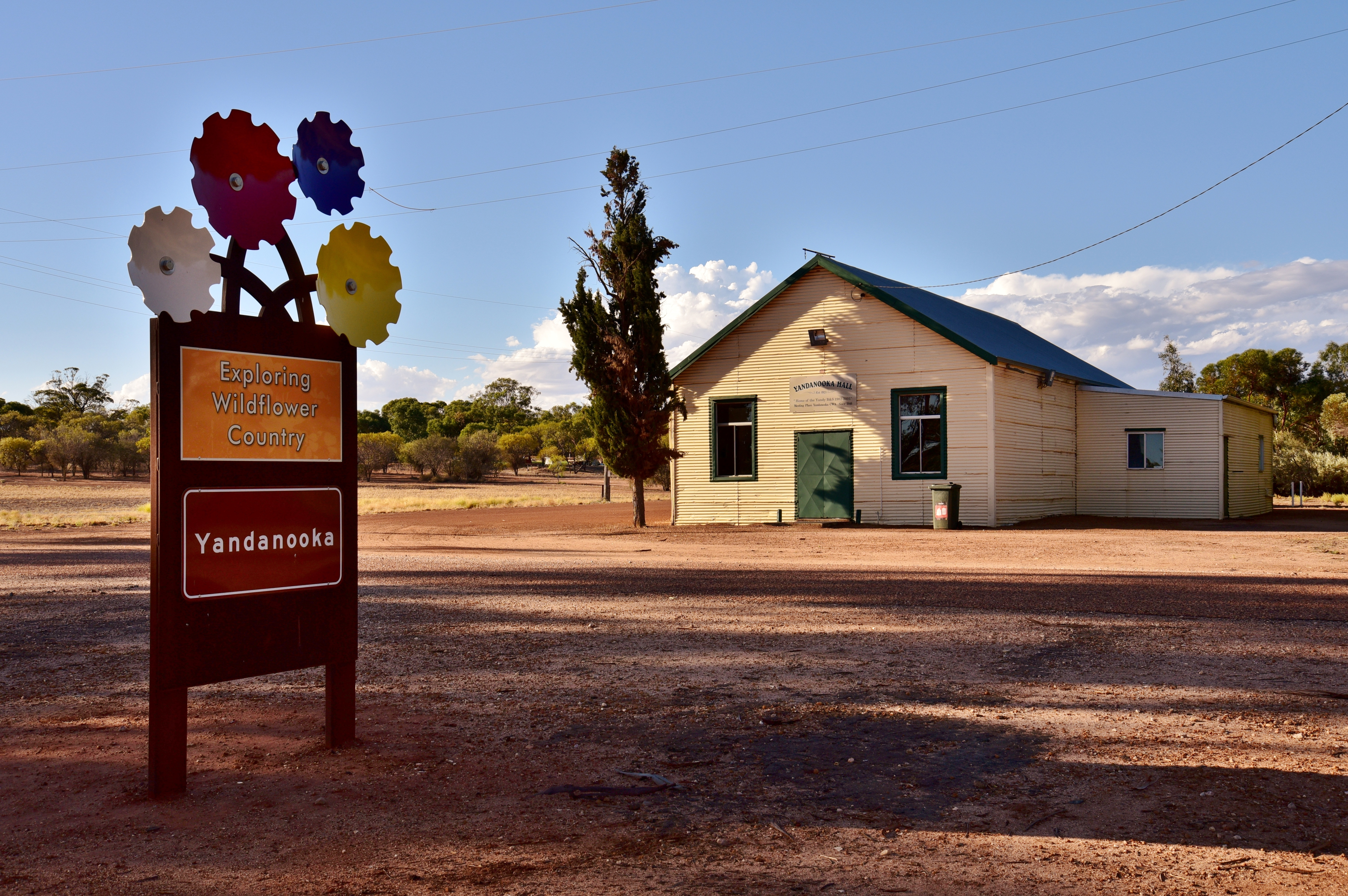
gemeenschapszaal
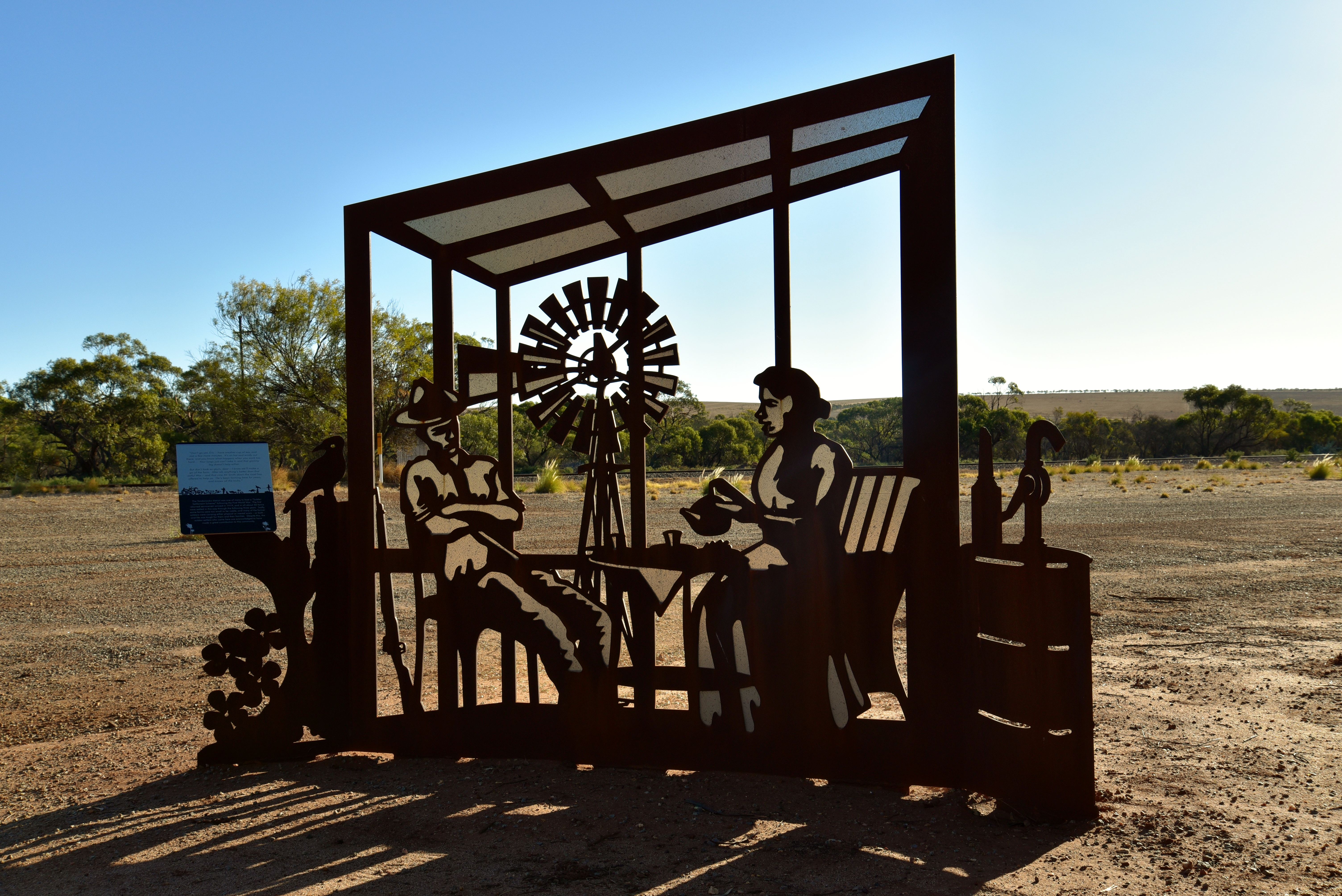
beeld